# Vitanjsko Skomarje
Vitanjsko Skomarje este o localitate din comuna Vitanje, Slovenia, cu o populație de 84 de locuitori.